# Rio Benjamin Constant
Der Rio Benjamin Constant ist ein etwa 49 km langer Nebenfluss des Rio Iguaçu im Südwesten des brasilianischen Bundesstaats Paraná.

## Etymologie und Geschichte

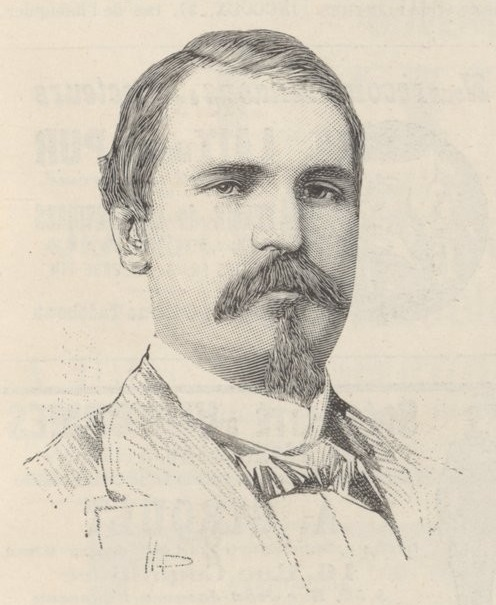
Benjamin Constant, gezeichnet als Kriegsminister, 30. November 1889 in Le Monde Illustré

Der Fluss wurde nach Benjamin Constant Botelho de Magalhães (1836–1891) benannt. Er war Militär, Politiker und Ingenieur. Gemäß der brasilianischen Verfassung von 1891 ist er Gründer der brasilianischen Republik, die am 15. November 1889 ausgerufen worden war. Die Verfassung wurde am 24. Februar 1891 verkündet, nur wenige Wochen, nachdem Benjamin Constant am 22. Januar 1891 gestorben war.
Das Gebiet von Palmas zwischen Rio Iguacu und Rio Uruguay war zwischen Brasilien und Argentinien strittig gewesen. Diese ordneten die Namen der grenzbestimmenden Flüsse im Vertrag von Madrid 1750 unterschiedlich zu. Erst 1895 wurde die Palmas-Frage durch einen Schiedsspruch des US-amerikanischen Präsidenten Grover Cleveland zugunsten von Brasilien entschieden. Die brasilianische Regierung setzte anschließend eine Kommission zur Untersuchung des Gebiets ein. Diese gab den größeren bis dahin namenlosen Flüssen am unteren Iguacu die Namen bedeutender Persönlichkeiten aus Technik und Politik (Rios Ampére, Andrada, Benjamin Constant, Capanema, Cotegipe, Floriano, Gonçalves Dias, Siemens oder Silva Jardim).

## Geografie

### Lage
Das Einzugsgebiet des Rio Benjamin Constant befindet sich auf dem Terceiro Planalto Paranaense (Dritte oder Guarapuava-Hochebene von Paraná).

### Verlauf
Sein Quellgebiet liegt im Munizip Céu Azul auf 452 m Meereshöhe am Nordwestrand des Nationalpark Iguaçu etwa 18 km südlich der Ortschaft Céu Azul.
Der Fluss verläuft in südlicher Richtung. Er fließt bis zu seiner Mündung zwischen den Munizipien Serranópolis do Iguaçu und Matelândia von rechts in den Rio Iguaçu vollständig innerhalb des Nationalparks. Der Rio Benjamin Constant mündet auf 226 m Höhe. Die Entfernung zwischen Ursprung und Mündung beträgt 30 km. Er ist etwa 49 km lang.

### Munizipien im Einzugsgebiet
Am Rio Benjamin Constant liegen die drei Munizpien Céu Azul, Serranópolis do Iguaçu und Matelândia. Ab der Einmündung des Rio Silva Jardim bildet er die Grenze zwischen  Serranópolis do Iguaçu und Matelândia.

### Zuflüsse
Die wichtigsten seiner Nebenflüsse fließen ihm von rechts zu:
- Arroio Pinheirinho
- Rio Silva Jardim (24 km oberhalb der Mündung in den Rio Iguaçu)[2]

## Nationalpark Iguaçu
Der Rio Benjamin Constant entwässert die nordöstlichen und zentralen Gebiete des 1.853 km² großen Nationalparks Iguaçu.